# Туризам у Јерменији
Туризам у Јерменији је кључни сектор за економију од 1990-их када је број туриста сваке године премашио пола милиона (углавном етничких Јермена из дијаспоре). Министарство економије извештава да већина међународних туриста долази из Русије, држава Европске уније, Сједињених Америчких Држава и Ирана. Јерменија има четири светске баштине под заштитом Унескова.
Упркос унутрашњим и спољним проблемима, број туриста непрестано се повећава од 2007. Године 2019. је забележен рекорд преко 1.9 милиона туриста. Већина је путовало у Јереван, где се налази већина туристичких агенција, атракција и хотела.
Примарне атракције су активности на отвореном, разгледање и туризам у природи. Цахкадзор, Џермук и Дилиџан су познати као планински центри, који су ван главног града. Туристи бораве у хотелима тих градова како би путовали по целој Јерменији, а да се свакодневно не враћају у Јереван. Класични излети у Јерменију су популарни не само међу туристима, већ и међу локалним становништвом. Уобичајени су планинарење, камповање, пешачење и друге активности на отвореном.

## Историја

### Од 2015.
У фебруару 2020. Светска туристичка организација је изјавила да је Јерменија једна од најбрже растућих туристичких дестинација на свету према најновијим статистикама. Према прикупљеним подацима, Јерменија је заузела дванаесто место са растом од 14,4% на листи двадесет најбрже растућих туристичких земаља.
Француски магазин Le Quotidien споменуо је Јерменију као најтраженију дестинацију 2020.
Јереван је уврштен међу десет најпопуларнијих дестинација Booking.com 2020.
У октобру 2019. извршни директор компаније Рајанер изјавио је да је Јерменија постала једно од најбрже растућих туристичких одредишта у Европи.
Према извештају о путовањима и туризму 2019. Јерменија је заузела седмо место на свету по индексу цена хотела. Такође је постигла треће најбоље место у Европи по захтеву за визу. Генерално, постигла је 79. место од 140 земаља. Од 140 земаља, Јерменија је рангирала на 50 место подиндекса за омогућавање животне средине, 74 на пољу политике путовања и туризма и услови за омогућавање, 81 на подиндексу за инфраструктуру, 103 на подиндексу о природним и културним ресурсима и пословном путовању.
Форбс је уврстио Јерменију међу најбоље буџетске туристичке дестинације 2019. CNN је Јереван сврстао међу двадесет најлепших европских градова.
Јула 2019. председавајући Централне банке Јерменије Артур Џавадјан изјавио је да је просечна потрошња туриста порасла за више од седамнаест процената 2013—2018. и отприлике 300 нових хотела отворених током последњих шест година.
Године 2018. приходи од међународног туризма износили су 1,2 милијарде долара по становнику. Јерменија је била испред Турске и Азербејџана, али иза Грузије.
Године 2016. Дејли телеграф је оценио Јерменију као најбоље чувану тајну у Европи.
Тренутно је већина туриста који стижу у Јерменију из држава чланица Европске уније, земаља заједница независних држава, укључујући Русију и Казахстан, а такође из Грузије, Ирана, Сједињених Америчких Држава и све више из Азије, посебно Кине, Јапана, Јужне Кореје, Филипина и Индије. Због текућих реформи културног и образовног система, хиљаде студената из Индије, Ирана и арапског света почело је да посећује Јерменију како би студирали на главним универзитетима у Јеревану, посебно на државном медицинском универзитету, промовишући даљи туризам.
Одржава регионалне политичке и велике међународне конференције и догађаје. Била је домаћин парламентарне скупштине Еуронест 2015. и текућих конференција Источног партнерства и заједница независних држава. Октобра 2018. била је први пут домаћин самита Франкофонија, где су учествовали представници 54 земље. У новембру 2018. у Јеревану је одржана парламентарна скупштина организације за црноморску економску сарадњу. У септембру 2019. Јерменија је била домаћин дана европске баштине, Европског првенства у фудбалу до 19 година у јулу и конгрес Светске алијансе за информационе технологије и услуге, на коме је учествовало 2000 делегата из око 83 земље. Године 2019. је била домаћин самита евроазијског економском савеза у Јеревану, парламентарне скупштине организације уговора о колективној безбедности, као и међународне конференције самита умова, чиме је Јерменија постала прва земља домаћин догађаја ван Француске.
У августу 2020. председник Армен Саркисијан је најавио да ће Јерменија бити домаћин шестог фестивала Starmus од 6. до 11. септембра 2021. Догађај ће окупити светске научнике, уметнике, астронауте и ширу јавност да прославе научну комуникацију и размене најновија открића у бројним научним областима.

### 2000—2015.
Јермени из дијаспоре из Русије, Сједињених Америчких Држава, Либана, Француске и других земаља све су чешће посећивали Јерменију како би видели своју независну домовину и слободан Арцах. Такође су многи странци из Европе и Сједињених Америчких Држава почели да посматрају Јерменију као туристичку дестинацију.
Пораст броја посетилаца Персијанаца, Курда и иранских Азербејџанаца био је нови концепт туризма у Јерменији. Блискоисточни туристи почели су да посећују Јерменију од 1990-их, али 2000-их посета је постала популарнија, посебно за Иранце. Многи су учествовали у прослави Новруза (иранске Нове године) у Јерменији, која се одржава 21. марта. Повећава се и број туриста који посећују Артцах.
Године 2011. у Јерменији је било 128 хотела, 102 кампа, 31 кућа за одмор, 19 база за турнеје —укупно 98.500 људи. Од 2012. у Јерменији су изграђени нови хотели, а стари су реконструисани.
Број посетилаца у Јерменији се повећава и због фестивала и међународних такмичења. Године 2011. одржана је дечја песма Евровизије, као и Пан-јерменске игре на којима се хиљаде такмичара из целе јерменске дијаспоре такмиче у разним спортским догађајима.

### Совјетски и прелазни период
Током Совјетског Савеза (1922—1991) многи грађани совјетских република посетили су Јерменску Совјетску Социјалистичку Републику, углавном због посла или задовољства. Нови хотели били су познати не само по туристима, већ и по локалном становништву. Најпопуларнији хотели у Јеревану били су хотели Јерменија, Intourist и Ани. Потоњи је изграђен 1970. за 50. годишњицу Јерменске ССР и назван је по средњовековној престоници Јерменског царства, Ани.
У Јеревану су 1980-их изграђени нови хотели попут Палате младих, Двин, Ширак и други. Дилиџан, Цахкадзор, Севан, Арзни, Ванадзор и Џермук постали су позната одмаралишта за летовања. Поред јерменских железница, које су постале двоструко дуже, у Јерменији су изграђене стотине километара аутопутева. Међународни аеродрому Еребуни и Звартноц, али и локални у градовима Берд, Степанаван, Ташир, Гјумри, Сисијан, Џермук, Горис, Капан и Мегри су развијени у другој половини 20. века.
Туризам у Јерменији опао је 1990-их због земљотреса у Спитаку, првог рата за Нагорно-Карабаху и енергетске кризе. Железнице са Турском и Азербејџаном су затворене, а железничке пруге су остале повезане само са грузијским железницама. Једини аеродром који је трајно радио био је Звартноц, јер је Еребуни постао војни аеродром. Источна и западна граница са Азербејџаном и Турском остају затворене.

### Пре Првог светског рата
Становнике суседних и прекоморских земаља увек је занимала Јерменија, јер је она имала богату историју и јединствену културу. Хотели и каравансараји грађени су средином века, били су обезбеђени за путнике и трговце пута свиле.
Туристичка инфраструктура почела је да се развија у Јерменији у модерној ери. Од краја 19. века јерменске провинције Руске Империје биле су железницом и телеграфом повезане са осталим деловима Закавказја, централним деловима империје и суседним државама. Почетком 20. века изграђене су нове пруге и насипи, укључујући бољу инфраструктуру и телефонске линије. У главним градовима Јеревану, Шушију, Гјумрију и Карсу започео је процес изградње хотела.

## Владина регулатива
Сектор туризма регулише одбор, одељење Министарства економије.

## Статистика
Године 2019. број туриста повећао се за 15% на 1,93 милиона посетилаца.
| Ранг државе 2017. | Држава           | Удео приспелих посетилаца 2016. | Удео приспелих посетилаца 2017. |
| ----------------- | ---------------- | ------------------------------- | ------------------------------- |
|                   | Европска унија   | 25,8%                           | 21,3%                           |
| 1                 | Русија           | 21,7%                           | 20,3%                           |
| 2                 | Иран             | 17,0%                           | 14,2%                           |
| 3                 | Сједињене Државе | 9,6%                            | 13,6%                           |

| Сврха доласка     | Удео приспелих посетилаца 2016. | Удео приспелих посетилаца 2017. |
| ----------------- | ------------------------------- | ------------------------------- |
| Пословна путовања | 31,9%                           | 23,9%                           |
| Рекреација        | 49,8%                           | 52,8%                           |
| Остало            | 18,3%                           | 23,3%                           |

## Сигурност
Индекс безбедности 2020. сврстао је Јерменију на девето место најсигурнијих земаља на свету, у рангу са Швајцарском.
Јерменија је заузела 94. место на глобалном индексу тероризма 2019, боље од скоро свих западноевропских и скандинавских земаља (осим Португалије, Швајцарске, Норвешке и Данске). Јерменија и Казахстан су имали највећа побољшања у региону Евроазије.
Године 2019. према извештају Gallup International Association о закону и реду Јерменија је међу најсигурнијим земљама на свету. На основу резултата анкете чији је циљ био идентификација земаља/области у којима се туристи осећају сигурно, Јерменија је заузела седмо место на листи од осамнаест држава. Процењује се да 89% испитаника осећа апсолутну сигурност у Јерменији. Држава је тако поделила 6—7. место са Швајцарском. У главном пласману, Јерменија дели једанаесто место заједно са земљама попут Француске, Ирске, Шведске и Јапана.
Сједињене Америчке Државе потврђују да је Јерменија безбедна за путовања, саветујући да примењује уобичајене мере предострожности.
Аустралија такође саветује уобичајене мере предострожности у Јерменији.

## Путовање авионом

### Прописи и статистика
Ваздушни саобраћај регулише комитет цивилног ваздухопловства.
Са Европском унијом је покренут споразум о свеобухватном ваздушном саобраћају чија је ратификација либерализовало јерменско тржиште за све државе чланице и уведен је критеријум ЕУ који осигурава предвидљиво пословање авиокомпанија.
Број туриста који у земљу долазе ваздушним превозом повећава се из године у годину. Године 2018. проток путника на два главна аеродрома у Јерменији достигао је рекордно 2.856.673 људи. Крају 2019. ова бројка се додатно повећала, први пут премашивши 3.000.000 путника.

### Аеродроми
Главни аеродроми који се користе за комерцијално ваздухопловство су међународни аеродром Звартноц и Ширак у Гјумри.
Реконструкција тада неактивног аеродрома Сјуник у близини Капана је био у завршној фази 2020. Писта дугачка око 2 km је проширена на 40 метара и изграђен је нови путнички терминал. Летови су почели на пролеће. Кружни лет до Јеревана износио је 40.000 драма, омогућавајући тако лак приступ туристима у јужну Јерменију и Арцах.

### Airlines
У октобру 2019. Рајанер је почео да продаје карте за Јереван и Гјумри. Виз ер је најавио летове из Беча и Виљнуса који су почели у априлу 2020. Ербалтик је требао да настави летове за Јереван у мају 2020.
Јуна 2016—јануара 2020. тринаест авиокомпанија је почело да лети за Јерменију и две су обновиле летове: Ербалтик, Брисел ерлајнс, Катар ервејз, Cham Wings Airlines, Ер Каиро, Туркменистан ерлајнс, Red Wings Airlines, Nordwind Airlines, Победа, Белавија, Чешке авио-линије, ТАРОМ, Рајанер.
Јуна 2016—јануара 2020. следеће дестинације су биле повезане са директним летовима за Јерменију: Доха, Кувајт, Берлин, Праг, Тел Авив, Дамаск, Шарм ел Шеик, Ашхабад, Франкфурт, Нур Султан, Букурешт, Милано, Рим.

## Спорт и екстремне активности
Године 2011. часопис National Geographic Traveler квалификовао је Јерменију не само за историјско и културно, већ и за екстремно туристичко седиште.
Јерменија има 85,9% планинског подручја, више од Швајцарске или Непала, што отвара велике могућности за активне путнике.
Нуди разне понуде за туристе заинтересоване за спорт и екстремне активности — скијање, планинарење, камповање, пешачење, спелеолошке туре, параглајдинг, зип лајн, летове балоном, хеликоптерске туре и тренутно најдужи реверзибилни ваздушни трамвај на свету.
Јерменија има повољне услове за параглајдинг у независним и тандемским летовима. Захваљујући висини и кршевитом пејзажу, земља има разне микро климе, стварајући повољне услове за параглајдинг. Прве летове одржали су чланови клуба мале авијације Јерменије 1996. Касније, 2008. године, основана је јерменска федерација за параглајдинг. Тренутно су AVIS и Скај клуб најактивнији. Они данас организују такмичења, курсеве за учење параглајдинга и тандемске летове у сезони која траје од маја до новембра. Тандем и бесплатни летови углавном се одржавају на планинама у близини Хатиса, Апарана и језера Севан. У зависности од временских прилика, летови обично трају и до двадесет минута.

## Екотуризам
Развијајућа је дестинација екотуризма, са активностима као што су агротуризам, сеоска животна искуства, рафтинг и вожња бициклом. Популарна одредишта за екотуризам укључују села Калаван, Уртсадзор, места за еко смештај као што су Јенокаван, Ластивер и други.

## Унескове светска баштина
Места у Јерменији које се налазе на званичном списку места Унескове светске баштине:
| Назив објекта                                                 | Година када је постала Светска баштина | Град       |
| ------------------------------------------------------------- | -------------------------------------- | ---------- |
| Манастири Хагпат и Санахин                                    | 1996                                   | Хагпат     |
| Катедрала и цркве Ечмијадзина и археолошки локалитет Звартноц | 2000                                   | Вагаршапат |
| Манастир Гегард и горња долина Азат                           | 2000                                   | Гогт       |

У Јерменији постоје и четири оквирне локације светске баштине:
- Археолошко налазиште града Двина
- Базилика и археолошко налазиште Јерерујк
- Татевски манастир
- Манастир Нораванк[59]

- Манастир Хагпат
- Манастир Санахин
- Археолошки локалитет Звартноц
- Манастир Гегард
- Река Азат